# Herrestad
Herrestad is een plaats in de gemeente Uddevalla in het landschap Bohuslän en de provincie Västra Götalands län in Zweden. De plaats heeft 2412 inwoners (2005) en een oppervlakte van 196 hectare.

## Verkeer en vervoer
Bij de plaats lopen de E6, Riksväg 44 en Länsväg 161.